# Thomas Gundelund
Thomas Gundelund Nielsen (født 6. november 2001) er en dansk fodboldspiller, der spiller for den danske Superligaklub Vejle Boldklub.

## Karriere

### Vejle Boldklub
Thomas Gundelund er højre back og kom til Vejle Boldklub som 14-årig i sommeren 2016 fra Skive IK, hvor han allerede havde trænet med klubbens 1. divisionshold. I Vejle Boldklub gik han direkte ind på U17-holdet, og da Adolfo Sormani kom til klubben som træner et år senere, blev han straks imponeret over Gundelunds talent.
I en alder af blot 16 år og 20 dage debuterede Gundelund den 26. november 2017 på VB's førstehold, da han i det 90. minut mod Vendsyssel FF kom på banen i stedet for Dominic Vinicius i efterårssæsonens sidste kamp i NordicBet Ligaen. Dermed blev han også Vejle Boldklubs yngste debutant nogensinde, da han slog Mads Døhr Thychosens fire år gamle rekord.
Den 15. december 2017 skrev Gundelund under på en tre-årig kontrakt med Vejle Boldklub med slutdato den 31. december 2020.

## International karriere
Gundelund debuterede på ungdomslandsholdet, da han den 11. april 2017 kom på banen for det danske U/16-landshold, da han mod Brasilien kom på banen i det 56. minut i stedet for Frederik Nørrestrand. Efter seks kampe på U/16-landsholdet i 2017, spillede han yderligere seks landskampe for U/17-landsholdet i 2017.